# 薩薩尼夫卡
49°57′19″N 27°17′57″E / 49.95528°N 27.29917°E
薩薩尼夫卡（烏克蘭語：Сасанівка），是烏克蘭西部的村莊，隸屬赫梅利尼茨基州的舍佩蒂夫卡區。該村始建於1387年，面積1.22平方公里，海拔高度279米，2001年人口402，人口密度每平方公里329.8人。